# Falogne

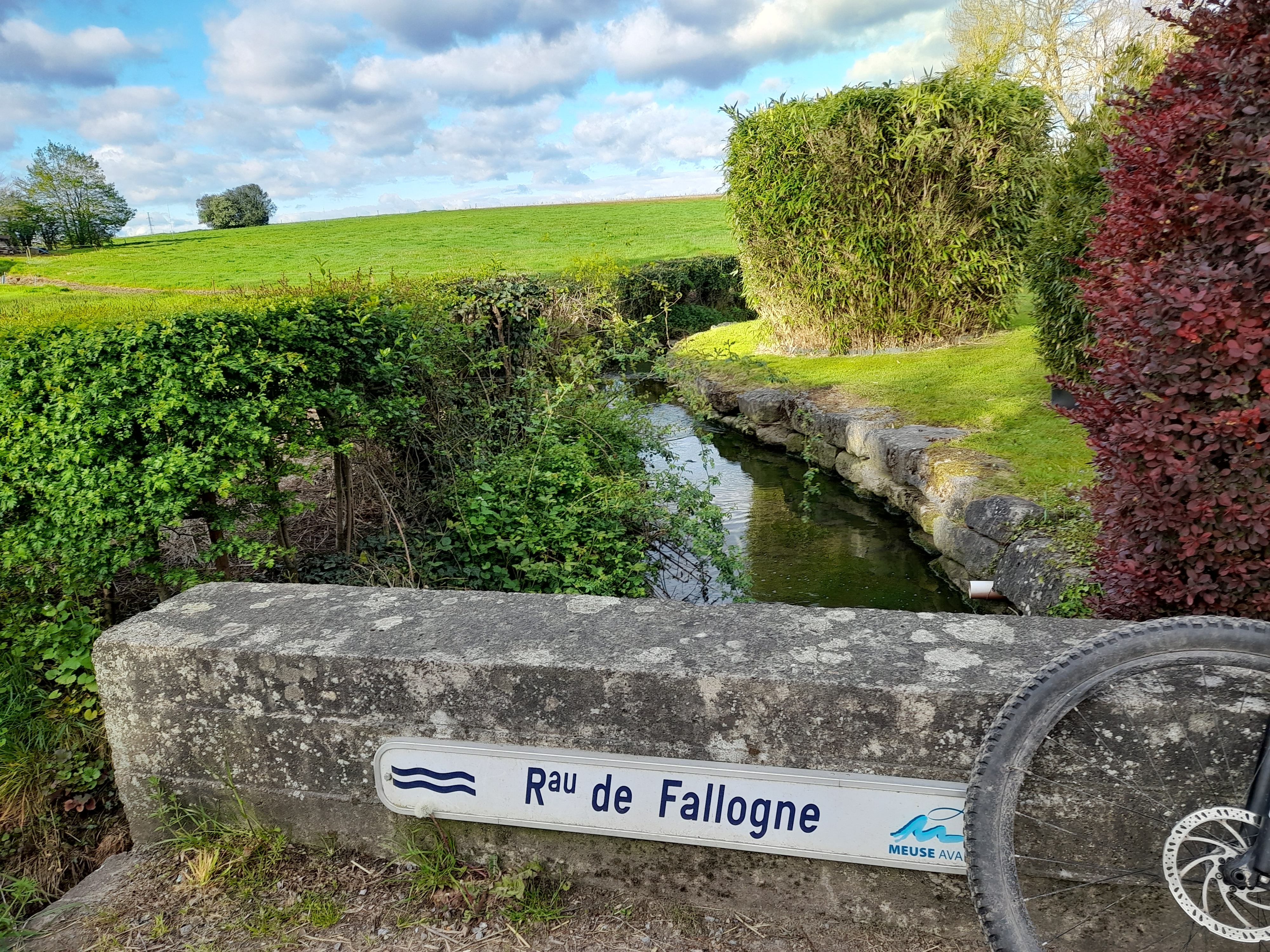
Nandrin, rue des Houssales

Le ruisseau de Falogne est un cours d'eau de Belgique, principal affluent du ruisseau du Fond d'Oxhe et faisant donc partie du bassin versant de la Meuse. Il coule en province de Liège. 

## Parcours
Ce ruisseau prend sa source à une altitude de 260 m. sur le plateau du Condroz liégeois dans le hameau de Petit-Fraineux au bord de la route du Condroz Liège - Marche-en-Famenne. Il se dirige vers le nord, passe à Saint-Séverin où il alimente la belle pièce d'eau devant l'église Saints-Pierre-et-Paul. Le cours du ruisseau s'oriente alors vers l'ouest par le Fond de Falogne (ancien moulin de Falogne) et coule en Ardenne condrusienne dans un environnement devenu boisé jusqu'à son confluent avec le ruisseau du Fond d'Oxhe à une altitude de 100 m. près du hameau de Tour Malherbe près du village d'Ombret. 
Le cours inférieur du ruisseau marque la limite entre les communes d'Engis et de Nandrin.
Le sentier de grande randonnée GR 576 emprunte une partie de la vallée du ruisseau de Falogne. 